# Bombus bohemicus
Bombus bohemicus là một loài ong trong họ Apidae. Loài này được Seidl miêu tả khoa học đầu tiên năm 1837.